# Selección femenina de roller derby de Colombia
La Selección femenina de Roller Derby de Colombia es el equipo representativo del país en las competiciones oficiales de Roller Derby desde 2013. la Selección está afiliada a la WFTDA.
La selección femenina ha disputado los mundiales de Roller Derby Dallas 2014 alcanzando el 20° lugar, y disputara el mundial Roller Derby Innsbruck 2025.

## Historia

### Antecedentes de la Selección
El Roller Derby en Colombia surgió en el año 2009, cuando varias mujeres de la ciudad de Bogotá empezaron a practicar el deporte inspiradas en la película Whip it Roller Girls.
Con el pasar de los meses empezaron a surgir varios equipos en la capital de la república, siendo Rock And Roller Quuens uno de los pioneros.
Con el tiempo el deporte se expandió a otras ciudades de Colombia como (Cali, Medellín, Bucaramanga, Manizales, Ibagué); a tal punto que al año 2016, ya se contaba con 25 equipos.

### Selección Colombia
La primera aparición de la Selección Colombia de Roller Derby Femenino fue en el Primer Torneo Latinoamericano, celebrado en Bogotá en el 2013, jugando un partido amistoso contra la Selección de Argentina.  ese mismo año el equipo quedo subcampeón de la primera edición del torneo Latinoamericano de Roller Derby.
En 2014 la selección participo de la segunda edición de la copa del mundo de Roller Derby disputada en Dallas, Texas. Colombia fue encuadrada en el grupo 4 junto con Finlandia, México y Escocia.
el 4 de diciembre perdería en su debut por 248-32 ante la selección de Finlandia, ese mismo día conseguiría su primera victoria mundialista tras derrotar por 163-75 a la selección de México al día siguiente se despediría del torneo tras perder por 230-53 a la Selección de Escocia.
En 2024 la selección volvería después de varios años de inactividad tras anunciarse su participación en la Copa del mundo de Roller Derby 2025 que se disputara en Innsbruck, Austria.

## Estadísticas

### Copa del mundo de Roller Derby
| Edición         | Ronda          | Posición     | PJ           | PG           | PP           | GF           | GC           |
| --------------- | -------------- | ------------ | ------------ | ------------ | ------------ | ------------ | ------------ |
| Toronto 2011    | No Participo   | No Participo | No Participo | No Participo | No Participo | No Participo | No Participo |
| Dallas 2014     | Fase de grupos | 20°          | 3            | 1            | 2            | 248          | 553          |
| Manchester 2018 | No Participo   | No Participo | No Participo | No Participo | No Participo | No Participo | No Participo |
| Innsbruck 2025  | Por definir    | -            | -            | -            | -            | -            | -            |
| Total           | 1/4            | --           | 3            | 1            | 2            | 248          | 553          |